# Отель River Park
River Park ([rivær pæˈk]), «Ривер Парк» (ранее Гостиница «Обь») — один из отелей Новосибирска, расположенный в центре города на берегу Оби. Номерной фонд отеля насчитывает 316 номеров 5 категорий. Максимальная вместимость — 486 человек.

## История
В начале 1950-х гг., во время строительства коммунального (Октябрьского) моста, берег Оби от устья р. Каменки до улицы Добролюбова был полностью очищен от причалов и различных подсобных строений. На этом месте были запроектированы благоустроенная набережная и большой речной вокзал. Но к формированию речного вокзала приступили лишь в 1970 гг.
В проектировании здания принимали участие такие архитекторы, как А. А. Воловик, Ю. А. Захаров, М. М. Пирогов. Окончание строительства здания — 1974 год.
В своей книге, посвященной архитектуре Новосибирска, И. В. Невзгодин писал: «Комплекс речного вокзала и гостиницы „Обь“ стал градостроительной доминантой панорамы Октябрьского района».
- 21 мая 1991 года — дата регистрации ОАО «Гостиница Обь».
- 28 июня 2007 года произведен ребрендинг отеля, в ходе которого название изменено на ОАО «River Park»[3].

## Характеристика
Номерной фонд отеля составляет 316 номеров.

## Награды
- Лучший отель в г. Новосибирск в категории «по независимой оценке гостей» booking.com(9,0 из 10).
- River Park вошел в число лучших отелей страны и тройку лучших отелей Новосибирска в рамках финала премии Russian Hospitality Awards 2017 года[4].

## Официальный сайт
https://www.riverpark.ru/